# Пырзян
Пырзян — река в России, протекает по Республике Коми. Устье реки находится на высоте 94 м над уровнем моря в 32 км по левому берегу реки Мыдмас. Длина реки составляет 1 км. Образуется от слияния Северного Пырзяна и Южного Пырзяна.

## Данные водного реестра
По данным государственного водного реестра России относится к Двинско-Печорскому бассейновому округу, водохозяйственный участок реки — Мезень от истока до водомерного поста у деревни Малонисогорская. Речной бассейн реки — Мезень.
Код объекта в государственном водном реестре — 03030000112103000047153.